# John Macpherson
John Douglas Macpherson (* 15. September 1853 in Dingwall; † 1904) war ein schottischer Fußballspieler.

## Karriere
John Macpherson spielte in seiner Fußballkarriere von 1873 bis 1876 für den FC Clydesdale aus dem Süden Glasgows. Mit dem Verein erreichte er das erste Finale in der Geschichte des schottischen Pokals. Am 21. März 1874 verlor er mit Clydesdale das Pokalfinale gegen den FC Queen’s Park mit 0:2.
Am 6. März 1875 spielte Macpherson in einem Länderspiel für Schottland gegen England im Kennington Oval von London.